# Мачулы
 Мачулы — деревня в Смоленской области России, в Починковском районе. Расположена в центральной части области в 11 км к юго-востоку от Починка, на левом берегу реки Хмара. В 3 км к западу от деревни станция Энгельгардтовская на железнодорожной ветке Смоленск — Рославль. Население — 613 жителей (2007 год). Входит в состав Шаталовского сельского поселения.

## История
В прошлом владельческое село Ельнинского уезда. Усадьба была основана смоленскими дворянами Реадами (в 1716 году шотландский дворянин Яков Реад поступил на службу Русскому царю и был наделён земельными владениями в Смоленской губернии). Застройка усадьбы началась в 1780-е годы под руководством подполковника Реада А. И., отца русского генерала Реада Н. А.. В 1796 году в деревне построена церковь и Мачулы становятся селом. После смерти Андрея Ивановича Мачулы переходят во владение его сыну Якову. После смерти его сыновей Сергея и Ивана усадьба в качестве приданого перешла во владение дочери Софье Яковлевне, которая была замужем за Смоленским городским головой Александром Платоновичем Энгельгардтом. Он завершает обустройство усадьбы и устраивает оранжереи, парк с прудами, строит хозяйственные постройки. В селе был устроен конезавод и ферма породистого крупного рогатого скота. При строительстве железной дороги Смоленск — Орёл им была отдана часть своих земельных владений и оказана помощь в обустройстве станции, которая до сих пор носит название Энгельгардтовская. Последним владельцем усадьбы был его сын Александр Александрович Энгельгардт. В 1918 году имение было национализировано, судьба ценностей неизвестна. Бывший хозяин был арестован в 1921 году. В советское время на территории д. Мачулы был организован племзвод им. Коминтерна, известный в Советском Союзе своим племенным рогатым скотом. В настоящее время сохранился усадебный дом, который находится в очень плачевном состоянии и нуждается в реставрации, и остатки парка. В доме ранее располагался местный Дом культуры и отдыха (и даже кинотеатр).

## Достопримечательности
- Памятники археологии: древнее городище в 500 м к северо-востоку от деревни, курганная группа в 1,5 км северо-восточнее деревни, памятник погибшим в Великой Отечественной войне воинам.